# NGC 1700
NGC 1700 est une galaxie elliptique située dans la constellation de l'Éridan. NGC 1700 a été découverte par l'astronome germano-britannique William Herschel en 1785.

## Caractéristiques
Sa vitesse par rapport au fond diffus cosmologique est de (3 879 ± 3) km/s, ce qui correspond à une distance de Hubble de 57,2 ± 4,0 Mpc (∼187 millions d'al).
À ce jour, une vingtaine de mesures non basées sur le décalage vers le rouge (redshift) donnent une distance égale à 35,960 ± 12,236 Mpc (∼117 millions d'al), ce qui est nettement à l'extérieur des valeurs de la distance de Hubble. Notons que c'est avec la valeur moyenne des mesures indépendantes, lorsqu'elles existent, que la base de données NASA/IPAC calcule le diamètre d'une galaxie et qu'en conséquence le diamètre de NGC 1700 pourrait être d'environ 55,1 kpc (∼180 000 al) si on utilisait la distance de Hubble pour le calculer.

## Émission dans le domaine des rayons X
Des images dans le domaine des rayons X montrent que le noyau de la galaxie est entouré par un disque plat de gaz de plusieurs millions de degrés dont le diamètre atteint presque 100 000 années-lumière. Ce disque semble avoir été formé par la fusion de deux galaxies, il y a environ 3 milliards d'années.

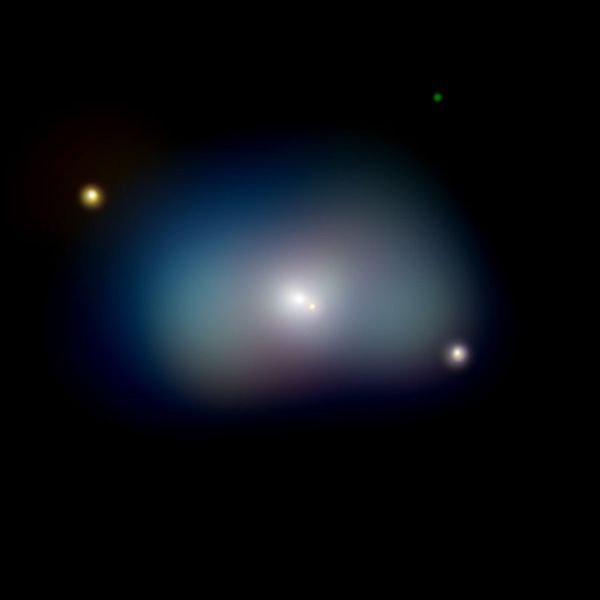
NGC 1700 en rayon X par le télescope spatial Chandra.

## Groupe de NGC 1700
NGC 1700 est la plus grosse et la plus brillante d'un groupe de galaxies qui porte son nom. Le groupe de NGC 1700 renferme au moins 7 galaxies. Les six autres galaxies sont NGC 1729, NGC 1741, IC 399, IC 2102, PGC 16570 et PGC 16573. Notons que NGC 1741 est en réalité une paire de galaxies constituée de PGC 16570 et de PGC 16574.